# Marco Maccieri
Marco Maccieri (Reggio Emilia, 17 settembre 1977) è un attore, regista teatrale e docente italiano.

## Biografia
Marco Maccieri nasce a Reggio Emilia nel 1977 da una famiglia di viticoltori. Nel 2004 si diploma come attore presso la Civica Scuola di Teatro Paolo Grassi di Milano.
Nel suo percorso professionale come attore lavora con artisti quali Luca Ronconi, Massimo Popolizio, Marco Plini, Maurizio Schmidt, Daniele Abbado, Gabriele Vacis, Michael Mann, Massimo Navone, Stefano Mordini, Anna Di Francisca, Emanuele Aldrovandi, Antonio Fava, Maria Consagra. Nel 2004 fonda nella città di Reggio Emilia il Centro Teatrale MaMiMò, dove comincia ad occuparsi anche di regia, drammaturgia ed insegnamento, e da allora ne cura la direzione artistica. Dal gennaio 2010 si occupa della programmazione del Teatro Piccolo Orologio di Reggio Emilia, e dal 2024 delle Officine Creative Reggiane. 
Ha dedicato gran parte della sua carriera allo studio dell'arte attorale e alla pedagogia. È stato allievo del maestro Anatolij Vasil'ev con cui si è diplomato come pedagogo nella scuola triennale Pedagogia della scena (Premio UBU 2013); da allora è insegnante di recitazione di ruolo del corso Recitazione AFAM presso la Civica Scuola di Teatro Paolo Grassi di Milano, e dal 2015 ne è anche il coordinatore pedagogico. Dal 2016 insegna recitazione anche alla Civica Accademia d'Arte Drammatica di Udine.
Nel 2018 gli viene affidata dalla "Fondazione I Teatri" di Reggio Emilia la regia dell'opera lirica per bambini "Il piccolo spazzacamino" di Benjamin Britten.
Nel 2019 scrive per Dino Audino Editore il manuale di recitazione "Il lavoro invisibile dell'attore" in collaborazione con Marina Gorla e Luca Zangheri, frutto della ricerca decennale fatta alla scuola Paolo Grassi per ibridare le metodologie apprese dal maestro Vasiliev con quelle del metodo Feldenkrais.
Dal 2023 al 2025 gli viene affidato il coordinamento artistico per la parte italiana del progetto di Europa Creativa "Theatre in Palm" una rete di 12 soggetti teatrali europei, con lo scopo di realizzare azioni di coproduzione internazionale e di ricercare come l'Unione Europea condivida una cultura collettiva, partendo dalle radici del rito e della tragedia greca fino all'arte contemporanea. Lavora come Mentor nelle tre residenze internazionali del progetto, a sostegno di artisti emergenti.

## Teatro

### Spettacoli
- Decameron di Giovanni Boccaccio, regia di Maurizio Schmidt (2004)
- Esercizi su Romeo e Giulietta, regia di Gabriele Vacis (2004)
- O demone, mio demone di Paolo Puppa, regia di Flavio Ambrosini (2004)
- Un pò per Celia di Riccardo Bani, regia di Sofia Pelczer (2004)
- Troilo e Cressida di William Shakespeare, regia di Luca Ronconi (2006)
- Tre Sorelle di Anton Cechov, regia di Maurizio Schmidt (2006)
- Lo Specchio del Diavolo di Giorgio Ruffolo, regia di Luca Ronconi (2006)
- Totò il buono di Cesare Zavattini, regia di Daniele Abbado (2007)
- Sogno di una notte di mezza estate di William Shakespeare, regia di Massimo Navone (2008)
- Il mercante di Venezia di William Shakespeare, attore e regista (2008)
- City - Simcity regia di Enrico Ianniello (2008)
- Top Dogs di Urs Widmer, regia di Massimo Navone (2008)
- L'amante militare di Carlo Goldoni, regia di Antonio Fava (2009)
- Cyrano de Bergerac di Edmond Rostand, regia di Daniele Abbado (2010)
- Animali nella nebbia di Edoardo Erba, regia di Mario D'Avino (2011)
- L'isola del tesoro di Emanuele Aldrovandi, regista e attore (2012)
- Otello di William Shakespeare, regia di Massimo Navone (2012)
- Elvis e il Papa di Emanuele Aldrovandi, regista e attore (2013)
- Himmelweg di Juan Mayorga, regia di Marco Plini, (2013)
- Homicide House di Emanuele Aldrovandi, attore e regista (2014)
- Jekyll e Hyde - uno strano caso di Emanuele Aldrovandi, coregista e attore (2015)
- Coriolano di William Shakespeare, regia di Marco Plini (2016)
- Come il cane, sono anch'io un animale socievole di Emanuele Aldrovandi, regia di Massimo Navone (2016)
- Nessuna pietà per l'arbitro di Emanuele Aldrovandi, regia di Marco Maccieri e Angela Ruozzi (2017)
- La meccanica del cuore, dal romanzo di Mathias Malzieu, regia di Marco Maccieri (2017)
- La donna più grassa del mondo di Emanuele Aldrovandi, regia di Angela Ruozzi (2018)
- Officine Reggiane. Il sogno di volare di Marco Di Stefano, regia di Angela Ruozzi (2019)
- Lady Grey di Will Eno, regia di Marco Maccieri (2019)
- iDedalo di Fabio Banfo, Stefano Beghi e Marco Maccieri, performance transmediale tra teatro, gaming e social media (2021)
- Indagine teatrale sui pericoli della verità. Il nome della rosa di Luca Cattani, Marco Maccieri e Alessandro Vezzani, regia di Marco Maccieri (2021)
- Racconto d'inverno di William Shakespeare, attore e regista (2022)
- Back to the wood in a midsummer night di Gabriele Gerets Albanese, regia di Marco Maccieri (2024)
- Come trattenere il respiro di Zinnie Harris, regia di Marco Plini (2025)

### Premi e riconoscimenti
- Medaglia del Presidente della Repubblica per i temi toccati dallo spettacolo Nessuna pietà per l'arbitro, riguardanti la costituzione italiana (2017)
- Premio come miglior spettacolo e premio della stampa al Roma Fringe Festival per lo spettacolo Lady Grey (2022)

## Filmografia

### Cinema
- Evelyne tra le nuvole, regia di Anna Di Francisca (2023)
- Ferrari, regia di Michael Mann (2023)
- La Lezione, regia di Stefano Mordini (2025)

### Televisione
- Anime e Sangue, regia di Riccardo Sirignano (2017)
- La guerra è finita, regia di Michele Soavi (2020)
- Hanno ucciso l'uomo ragno, regia di Sydney Sibilia (2024)